# Treehouse of Horror
Treehouse of Horror ("Boomhut van gruwel") is de naam van de Halloweenafleveringen uit de Amerikaanse animatieserie The Simpsons.
De eerste Treehouse of Horror werd uitgezonden in het tweede seizoen van The Simpsons. Elk seizoen dat daarna volgde bevatte steeds een Treehouse of Horror-aflevering met een nummering in Romeinse cijfers. In het zeventiende seizoen werd dus Treehouse of Horror XVI (zestien) uitgezonden.

## Inhoud
Elke Treehouse of Horror bevat drie korte horrorverhalen, vaak gebaseerd op bestaande horrorverhalen en -films. In de eerste vier afleveringen werden de verhalen nog aan elkaar verbonden via een raamvertelling, maar daar is inmiddels van afgestapt.
In tegenstelling tot de normale afleveringen van The Simpsons, waar alles op het einde weer helemaal goed is, eindigen de Treehouse of Horror afleveringen vaak dramatisch. Het komt bijvoorbeeld vaak voor dat in deze afleveringen doden vallen, niet in de laatste plaats de Simpsons zelf. De Treehouse of Horror afleveringen spelen zich echter af in een andere continuïteit dan de overige afleveringen, en de gebeurtenissen hebben geen invloed op de rest van de serie.

## Achtergrond

### Naam
De naam "Treehouse of Horror" is afkomstig uit de eerste Halloween-aflevering. Daarin werden de drie horrorverhalen omgeven door de raamvertelling dat Bart en Lisa elkaar in Barts boomhut griezelverhalen vertellen. De drie verhalen vormen de drie korte filmpjes. Hoewel de andere Halloween afleveringen niet deze opzet hanteren, is de benaming "Treehouse of Horror" toch standaard geworden voor de Halloweenafleveringen.

### Creatie
De eerste Treehouse of Horror, toen nog "The Simpsons Halloween Special" genoemd, werd geproduceerd voor het tweede seizoen van de serie en was gebaseerd op EC Comics' Horror tales. Matt Groening was naar eigen zeggen erg nerveus over de aflevering, met name het verhaal The Raven. De aflevering werd een groot succes.
De Treehouse of Horror-afleveringen worden door de productiestaff van de serie gezien als de lastigste afleveringen om te produceren. Ze worden altijd aan het eind van het vorige seizoen geproduceerd om de tekenaars en schrijvers meer tijd te geven. Voor de tekenaars zijn de afleveringen lastig daar er vrijwel altijd nieuwe personages en gedetailleerde, lastig te tekenen achtergronden in voorkomen. Daar tegenover staat dat de schrijvers de afleveringen wel waarderen om het feit dat ze hierin dingen mogen doen die in de normale afleveringen ondenkbaar zijn, zoals hoofdpersonen laten sterven en overmatig geweld gebruiken.

### Kenmerken
- De Treehouse of Horror-afleveringen hebben altijd een aangepast introfilmpje, die vaak net als de verhalen gebaseerd zijn op bekende horrorfilms. De afleveringen "Treehouse of Horror II" t/m "Treehouse of Horror X" bevatten een aangepaste versie van de bankgrap.
- In de Treehouse of Horror-afleveringen komen altijd Kang & Kodos voorbij, twee groene eenogige buitenaardse wezens die het vaak op de aardbewoners voorzien hebben. Deze twee personages komen maar heel af en toe voor in de normale afleveringen van The Simpsons, en dan alleen als cameo.

## Afleveringen

### Treehouse of Horror I
Deze aflevering werd uitgezonden in seizoen 2. Centraal staat het verhaal waarin Bart en Lisa elkaar griezelverhalen vertellen. Deze verhalen zijn de drie horrorverhalen die in de aflevering getoond worden. Buiten de boomhut luistert Homer stiekem mee.
Bad Dream HouseDe Simpsons verhuizen naar een oud huis, dat gek genoeg zeer goedkoop was. Het huis blijkt een spookhuis te zijn en behekst Homer en de kinderen. Marge bekritiseert het huis echter en Lisa suggereert dat ze toch zouden kunnen samenleven met elkaar? Het huis vernietigt ten slotte zichzelf omdat het samenleven met The Simpsons geen optie vindt. Dit segment bevat parodieën op de griezelfilms Poltergeist, The Shining, The Exorcist en The Amityville Horror.
Hungry are the DamnedDe Simpsons worden ontvoerd door aliens en zullen worden meegenomen naar hun thuisplaneet. Ze overladen de Simpsons met voedsel en geschenken. Lisa vertrouwt het niet. Ze vindt een boek dat doet denken aan een kookboek, en concludeert dat de aliens hen willen opeten. Uiteindelijk blijkt het een misverstand te zijn, maar vanwege Lisa’s wantrouwen wordt de Simpsons de toegang tot de paradijselijke thuisplaneet van de aliens ontzegt. Dit verhaal is een parodie op de The Twilight Zone aflevering "To Serve Man".
The RavenLisa leest het gedicht The Raven van Edgar Allan Poe. In deze versie is Bart de raaf en Homer de hoofdpersoon uit het gedicht.
De aflevering eindigt met dat noch Bart, noch Lisa bang is geworden door de verhalen. Homer daarentegen doet die nacht geen oog dicht.

### Treehouse of Horror II
Na te veel Halloweensnoep te hebben gegeten, krijgen Bart, Lisa en Homer alle drie nachtmerries. Deze nachtmerries zijn de drie horrorverhalen.
The Monkey's PawIn Marokko koopt Homer een afgehakte apenpoot. De verkoper vertelt hem dat de poot vier wensen kan vervullen, maar iemand die alleen dingen voor zichzelf wenst in het ongeluk zal storten. Een voor een gebruiken de Simpsons de poot, maar alle wensen blijken een keerzijde te hebben…
The Bart ZoneSpringfield is in de greep van Bart, die bijna almachtige krachten heeft en deze volop misbruikt om iedereen zijn wil op te leggen. Dit verhaal is gebaseerd op de The Twilight Zone aflevering It's a Good Life en het verhaal It's a Good Life van Jerome Bixby.
If I Only Had a BrainHomer wordt ontslagen en neemt noodgedwongen een baan als grafdelver. Mr. Burns laat een robotwerknemer bouwen, maar heeft een brein nodig om deze te laten functioneren. Hij en zijn helper Waylon Smithers vinden Homer slapend in een graf, denken dat hij dood is, en gebruiken zijn hersenen voor de robot. Dit verhaal is een parodie op Frankenstein.

### Treehouse of Horror III
Tijdens een groot Halloweenfeest bij de Simpsons thuis worden drie spookverhalen verteld:
Clown Without PityHomer koopt voor Bart een pop van Krusty the Clown. De pop blijkt echter te leven, en uitermate vijandig te zijn tegenover Homer. De aflevering is een parodie op de Twilight Zone aflevering "Living Doll" en bevat ook elementen van The Gremlins en Child's Play.
King HomerDit verhaal is een parodie op King Kong. Marge gaat met Mr. Burns en Smithers naar Ape Island om de legendarische "King Homer" te zoeken.
Dial "Z" For ZombiesBart vindt in de bibliotheek een boek over magie. Hij probeert Lisa blij te maken door haar kat Snowball weer tot leven te brengen. De spreuk pakt echter verkeerd uit, en Bart brengt honderden dode mensen weer tot leven als bloeddorstige zombies… Het hele verhaal is een parodie op Night of the Living Dead.

### Treehouse of Horror IV
Bart Simpson presenteert in een parodie op Rod Serling's programma Night Gallery de drie horrorverhalen:
The Devil and Homer SimpsonHomer raakt door zijn voedsel heen. Hij wordt wanhopig, en wil zelfs zijn ziel verkopen aan de duivel in ruil voor een donut. Meteen verschijnt de duivel aan Homer in de gedaante van Ned Flanders, en biedt hem het contract voor de deal aan. De duivel krijgt de ziel van Homer als hij de donut helemaal op eet. Homer denkt onder het contract uit te komen door het laatste stukje donut niet op te eten. Maar diezelfde avond eet hij toch het laatste stukje per ongeluk op. Nu moet Homer zijn ziel aan de duivel afstaan. Marge schiet Homer te hulp en eist een rechtszaak. De rechtszaak wordt gehouden en het lijkt erop dat de duivel aan het langste eind trekt. Marge neemt een incompetente advocaat aan en de duivel kiest Magere Hein uit als rechter en een jury bestaande uit gewetenloze figuren, zoals Zwartbaard, John Dillinger, Adolf Hitler en Richard Nixon. Tijdens het proces vlucht de advocaat van Homer via het toiletraampje weg en neemt Marge de verdediging op zich. Ze laat de rechter en de jury een liefdesbrief van Homer aan haar lezen waarin Homer zijn ziel aan haar gaf. De rechter oordeelt dat de ziel van Homer van Marge is en niet aan de duivel kan worden gegeven. De duivel neemt echter wraak. Hij tovert het hoofd van Homer om in een reuzendonut. Homer besluit des ondanks naar zijn werk te gaan waar een hele horde hongerige politieagenten staan te wachten. Het verhaal is geïnspireerd door Faust en "The Devil & Daniel Webster". Wanneer Homer de duivel uitdaagt en deze zich in een gigantische Satan verandert, is dit een parodie op de Duivel uit de Disneyfilm Fantasia.
Terror at 5½ FeetBart’s schoolreisje verandert in een nachtmerrie wanneer hij als enige ziet hoe een Gremlin de schoolbus saboteert, en hij niemand ervan kan overtuigen dat het gevaarlijk is om met de bus te gaan rijden. De aflevering is een parodie op de Twilight Zone aflevering "Nightmare at 20,000 feet".
Bart Simpson's DraculaDe Simpsons worden door Mr. Burns uitgenodigd voor een diner in diens landhuis. Lisa is de enige die weet waarom: Mr. Burns is een vampier en de Simpsons zijn z’n volgende slachtoffer. Maar niemand gelooft haar… Het verhaal parodieert diverse Draculafilms, Nosferatu en het einde is een knipoogje naar het slot van de Peanutstekenfilm A Charlie Brown Christmas.

### Treehouse of Horror V
The ShinningDe Simpsons verblijven gedurende de wintermaanden in Mr. Burns landhuis in de bergen als oppassers. Groundskeeper Willie ontdekt dat Bart een mysterieuze kracht bezit genaamd "The Shinning", en waarschuwt hem dat Homer wellicht door zal draaien en de hele familie zal proberen te vermoorden. Die nacht gebeurt dit ook… De aflevering is een parodie op de film van Stanley Kubrick en het boek van Stephen King: The Shining.
Time and PunishmentTerwijl hij het broodrooster probeert te repareren, verandert Homer het ding per ongeluk in een tijdmachine. Hij reist terug naar de prehistorie, en dood daar per ongeluk een mug. Dit heeft vergaande gevolgen voor de tijdlijn, want bij zijn terugkomst in het heden blijkt Ned Flanders over de wereld te heersen. In een wanhoopspoging probeert Homer de boel te herstellen door telkens weer naar de prehistorie te gaan, maar niets pakt uit zoals hij het zou willen…
Nightmare CafeteriaSchoolhoofd Skinner vreest dat de nablijflokalen te vol worden, en het vlees in de kantine steeds meer te wensen over laat. Hij komt echter met een extreme, kannibalistische oplossing voor het probleem…
- Een running gag in deze aflevering is dat Groundskeeper Willie in alle drie de verhalen aan zijn einde komt doordat iemand een bijl in zijn rug slaat.

### Treehouse of Horror VI
Attack of the 50-Foot EyesoresHomer steelt de enorme donut van een metershoog standbeeld. Dit beeld en enkele andere reusachtige beelden komen hierdoor tot leven en vertrappen Springfield…
Nightmare on Evergreen TerraceDit verhaal is een parodie op de Nightmare on Elm Street filmreeks. Groundskeeper Willie sterft in een brand, en begint de kinderen van Springfield op te jagen en later zelfs te vermoorden in hun dromen.
Homer³Homer ontdekt in het huis van de Simpsons een geheime doorgang in een muur, die toegang geeft tot een vreemde driedimensionale wereld. Hij raakt in problemen wanneer deze driedimensionale wereld langzaam in een zwart gat verdwijnt. Dit is een parodie van the Twilight Zone.

### Treehouse of Horror VII
The Thing and IBart ontdekt tot zijn schok dat hij een kwaadaardige tweelingbroer heeft. Hij en zijn broer waren een Siamese tweeling, en werden na de geboorte van elkaar gescheiden. De broer leeft nog steeds, en is uit op wraak. Hij wil dat Bart en hij weer een worden…
The Genesis TubBij een experiment om te zien of cola een tand kan oplossen, schept Lisa per ongeluk een miniwereld in een kom. De bewoners van deze wereld vereren Lisa als God, en zien Bart als de Duivel. Dit is een parodie op de Twilight Zone-aflevering The Little People.
Citizen KangHomer wordt ontvoerd door de aliens Kang & Kodos. De twee blijken ook Bill Clinton en Bob Dole te hebben ontvoerd, en vervangen door dubbelgangers. Ze hopen zo via de aankomende presidentsverkiezingen de macht op Aarde over te nemen. De titel is een parodie op de titel van Citizen Kane.

### Treehouse of Horror VIII
The HΩmega ManNadat de burgemeester van Springfield de Fransen beledigt, lanceren deze een neutronenbom op Springfield. Homer overleeft de aanval omdat hij een schuilkelder aan het uittesten was, en lijkt als enige over te zijn. Een paar andere inwoners zijn door de bom echter veranderd in mutanten, en openen de jacht op Homer. Het verhaal is een parodie op The Omega Man.
Fly Vs. FlyHomer koopt een experimentele teleportatiemachine. Bart gebruikt de machine, maar wordt per ongeluk gekruist met een vlieg die ook in de machine zat. Dit verhaal is een parodie op de film The Fly.
Easy-Bake CovenHet is het jaar 1649, en in Springfield heerst een grote heksenjacht. Marge wordt beschuldigd van hekserij. Wanneer ze aan een test wordt onderworpen, blijkt ze echt een heks te zijn. Het verhaal was geïnspireerd op The Crucible.

### Treehouse of Horror IX
Hell ToupéeBart, Apu en Moe zijn getuige hoe Snake Jailbird een misdaad begaat en geëxecuteerd zal worden. Na zijn dood wordt Snake’s haar verwerkt tot een pruik, die wordt gekocht door Homer. De pruik neemt echter bezit van Homer, en hij begint alle getuigen van Snakes misdaden uit te moorden.
The Terror of Tiny ToonBart gebruikt een stukje onstabiel plutonium als reservebatterij voor de afstandsbediening van de tv. Hierdoor worden Bart en Lisa de tv in gezogen en belanden in hun favoriete tekenfilm, The Itchy & Scratchy Show.
Starship PoopersHet blijkt dat Maggie in werkelijkheid een buitenaards wezen is, en dat de alien Kang haar echte vader is.

### Treehouse of Horror X
I Know What You Diddily-Iddily DidOp een mistige nacht rijdt Marge per ongeluk Ned Flanders aan. Kort na Neds begrafenis wordt de Simpson familie gestalkt door een mysterieus figuur. De plot is een parodie op I Know What You Did Last Summer en haar vele vervolgen.
Desperately Xeeking XenaDoor een ongeluk met een röntgenstralingsmachine krijgen Bart en Lisa superkrachten. Ze blijken echter niet goed te zijn in het leven als superhelden, en moeten al snel zelf worden gered.
Life's a Glitch, Then You DieHomer vergeet zijn eigen computer te beveiligen tegen de Millenniumbug. Deze bug verspreidt zich vanuit zijn computer naar andere computers, en veroorzaakt chaos. De aardbewoners zijn verplicht naar een andere planeet te vluchten.

### Treehouse of Horror XI
G-G-Ghost D-D-DadHomer sterft, maar keert als geest terug naar de Aarde omdat hij niet naar de hemel mag. Hij moet binnen 24 uur op aarde een goede daad verrichten, anders zal de toegang tot de hemel hem voor altijd worden ontzegd. De plot is een parodie op de Bill Cosby-film Ghost Dad.
Scary Tales Can Come TrueDe Simpsons zijn in dit verhaal een boerenfamilie. Ze belanden in situaties die zijn overgenomen uit verschillende sprookjes. Vooral Hans en Grietje, De wolf en de drie biggetjes, De drie geiten en de trol, Goudlokje en de drie beren en Rapunzel worden gepersifleerd.
The Night of the DolphinLisa laat de dolfijn Snorky vrij uit het aquarium waar hij in vast wordt gehouden. De dolfijn blijkt echter de leider van alle dolfijnen ter wereld, en nu hij vrij is, verzamelt hij de andere dolfijnen om de wereld over te nemen. De absurde plot is een parodie op de talloze monsterfilms waarin bepaalde diersoorten zich tegen de mensen keren.

### Treehouse of Horror XII
Hex and the CityHomer wordt vervloekt door een zigeuner, waardoor hij ongeluk zal brengen over iedereen die hem dierbaar is. Marge wordt zwaar behaard, Lisa verandert in een centaur, Bart krijgt een zeer lange nek en Maggie verandert in een lieveheersbeestje…
House of WhacksHomer koopt voor zijn familie het nieuwste van het nieuwste op het gebied van huizen: een volledig geautomatiseerd huis waar alles voor hen gedaan wordt. De computer van het huis wordt echter verliefd op Marge, en probeert Homer uit de weg te ruimen. De computer is een verwijzing naar 2001: A Space Odyssey.
Wiz KidsEen parodie op de Harry Potter boeken en films. Bart en Lisa zijn tovenaarsleerlingen. Lisa is een natuurtalent, maar Bart bakt er niks van. Door haar talenten is Lisa echter het doelwit van de kwaadaardige Lord Montymort (Mr. Burns).

### Treehouse of Horror XIII
Send in the ClonesHomer koopt een magische hangmat die hem onbeperkt kan klonen. De klonen zijn echter zeer dom en veroorzaken overal chaos.
The Fright to Creep and Scare HarmsLisa vindt het graf van William Bonney, en leest daarop diens wens voor een wereld zonder wapens. Ze laat alle inwoners van Springfield hun wapens vernietigen. Dan duiken echter de geesten van William "Billy the Kid" Bonney en andere criminelen op, en terroriseren het nu ongewapende Springfield.
The Island of Dr. Hibbertde inwoners van Springfield belanden op een eiland waar een gestoorde geleerde hen verandert in dieren. Dit verhaal is een parodie op het boek The Island of Doctor Moreau van H.G. Wells.

### Treehouse of Horror XIV
Reaper MadnessMagere Hein komt naar het huis van de Simpsons omdat Barts tijd gekomen is. Homer accepteert dit niet en doodt Magere Hein. Hierdoor moet hij diens taak overnemen en de nieuwe Magere Hein worden.
FrinkensteinProfessor Frink brengt zijn vader weer tot leven. Deze gaat echter door het lint op zoek naar lichaamsdelen voor zichzelf. Een parodie op Frankenstein.
Stop the World, I Want to Goof OffBart en Milhouse krijgen een stopwatch waarmee ze de tijd stil kunnen zetten. Ze gebruiken deze voor grappen met alle inwoners van Springfield. Dan breekt het ding echter terwijl de tijd stilstaat… Dit segment is een parodie op de Twilight Zone-aflevering A Kind of a Stopwatch.

### Treehouse of Horror XV
The Ned ZoneNed Flanders krijgt de gave, of volgens hem de vloek, om in de toekomst te kunnen kijken. Hij krijgt een visioen waarin hij zichzelf Homer ziet doodschieten… Het plot is een parodie op het boek  The Dead Zone van Stephen King
Four Beheadings and a Funeralin het Londen van 1890 moeten detective Eliza Simpson (Lisa) en Dr. Bartley (Bart) een aantal moorden oplossen in de stijl van Sherlock Holmes.
In the Belly of the BossProfessor Frink maakte en krimpmachine. Maggie wordt echter per ongeluk gekrompen en ingeslikt door Mr. Burns. De overige Simpsons moeten nu ook krimpen en Maggie redden, voor de krimpstraal uitgewerkt raakt en ze weer haar normale omvang terugkrijgt. Dit verhaal is een parodie op de film Fantastic Voyage.

### Treehouse of Horror XVI
B.IBartificial Intelligence: Een parodie op de film Artificial Intelligence: A.I.. Bart raakt in een coma. Om het verlies van hun zoon te verwerken, nemen de Simpsons een robotjongen genaamd David in huis. Bart ontwaakt echter uit zijn coma, en wil wraak op David.
Survival of the FattestEen parodie op het verhaal The Most Dangerous Game. Homer en een paar van zijn kroegvrienden worden door Mr. Burns uitgenodigd voor een jachtpartij. Het probleem is alleen dat zij de prooien zijn…
I've Grown a Costume on Your FaceEen heks spreekt een vloek uit over Springfield, waardoor alle inwoners veranderen in de personages als wie/wat ze zich verkleed hebben voor het Halloweenfeest.

### Treehouse of Horror XVII
Married to the Blobeen parodie op de film The Blob. Door een meteoriet verandert Homer in een groot monster dat Springfield terroriseert.
You Gotta Know When to GolemBart ontdekt de legendarische Golem, en wil hem gebruiken voor zijn eigen doeleinden. De Golem lijkt sterk op de Golem uit de filmklassieker The Golem: How He Came into the World (1920).
The Day the Earth Looked StupidDe inwoners van Springfield worden in 1938 opgeschrikt door Orson Welles’ beruchte hoorspel The War of the Worlds. Kang en Kodos besluiten dat dit moment van paniek ideaal is voor een echte invasie.

### Treehouse of Horror XVIII
Mr. and Mrs. SimpsonEen parodie op de film Mr. & Mrs. Smith. Homer is buiten weten van zijn familie een geheim agent. Hij krijgt de opdracht om Kent Brockman te elimineren. Hij ontdekt per ongeluk dat Marge ook een geheim agent is met dezelfde missie.
E.T. Go HomeBart en Lisa vinden Kodos, die zich verstopt voor de overheid. Ze helpen haar om een apparaat te bouwen waarmee ze contact kan krijgen met haar thuisplaneet. Maar Kodos' plannen blijken allesbehalve vriendelijk. De plot parodieert E.T.
Heck HouseBart, Lisa en een paar andere kinderen halen op Halloweenavond grappen uit. Nadat ze te ver gaan, verandert Ned Flanders de kerk in de hel om ze een lesje te leren. Hij krijgt van God bovennatuurlijke krachten en laat zijn toorn los op de kinderen.

### Treehouse of Horror XIX
Untitled Robot ParodyEen parodie op Transformers. Bart koopt voor Lisa een nieuwe speelgoedauto, die een geavanceerde robot blijkt te zijn. De robot verandert alle apparaten in het huis van de Simpsons, en later ook alle machines in heel Springfield, in robots, zodat ze een oorlog tegen elkaar kunnen voeren.
How to Get Ahead in Dead-VertisingWanneer Homer ontdekt dat de namen en gezichten van overleden beroemdheden gratis mogen worden gebruikt voor reclames, vermoordt hij een groot aantal beroemdheden zodat hij ze kan gebruiken voor zijn eigen doelen. De geesten van deze beroemdheden keren terug uit de hemel om wraak te nemen.
It's the Grand Pumpkin, MilhouseEen parodie op de Great Pumpkin uit de Peanuts-strips en de film It's the Great Pumpkin, Charlie Brown. Milhouse’ rotsvaste geloof in een kolossale pompoen zorgt ervoor dat er daadwerkelijk een grote pompoen groeit. Deze blijkt echter een monster te zijn die wraak wil nemen voor wat de mensen alle kleinere pompoenen aandoen bij Halloween.

### Treehouse of Horror XX
Dial "M" for Murder or Press "#" to Return to Main MenuLisa maakt een "criss-cross" deal met Bart, waarbij zij voor Bart wraak neemt op Krabappel en Bart voor haar wraak neemt op Hoover. Lisa denkt dat dit gewoon een grap inhoudt, tot ze ontdekt dat ze Krabappel moest vermoorden, zoals Bart Hoover vermoordde. Bart blijft haar dwingen de klus af te maken, tot ze hem probeert te vermoorden.
Don't Have A Cow, MankindKrusty brengt een nieuw soort hamburger van gekken koeienvlees uit, maar iedereen die deze eet verandert in een zombie. Bart wordt als het geneesmiddel gezien als de hamburger hem niet in een zombie verandert. Een kleine parodie op South Park, Pinkeye.
There's No Business Like Moe BusinessOp een musicalachtige manier sterft Homer in Moe's kelder en wordt zijn bloed het geheime ingrediënt in Moe's nieuwe bier.

### Treehouse of Horror XXI
War and Pieceseen parodie op Jumanji. Marge raadt Bart en Milhouse aan om bordspellen te gaan spelen, daar ze de videogames van de twee te gewelddadig vindt. Het bordspel dat de twee uitkiezen blijkt echter echte gevaren te produceren.
Tweenlighteen parodie op Twilight. Lisa wordt verliefd op een nieuwe leerling, Edmund, die een vampier blijkt te zijn.
Master and Cadavereen parodie op Dead Calm. Tijdens een zeiltochtje vinden Homer en Marge een schipbreukeling genaamd Roger. Hij lijkt echter van plan om de twee te vermoorden.

### Treehouse of Horror XXII
BeginMarge vraagt Homer om een zak met snoep naar een liefdadigheidsinstelling te brengen. Homer gaat akkoord, maar in plaats van de zak af te leveren op plaats van bestemming, besluit hij de snoep zelf te gaan verorberen op een afgelegen plaats. Daar valt hij van een klif en komt zijn arm klem te zitten door een gevallen steen. De zak met snoep ligt net iets te ver weg om er bij te kunnen, dus besluit Homer zijn ledemaat af te snijden. In de zak blijken in plaats van snoep groenten te zitten.
The Diving Bell and the ButterballHomer is het huis aan het versieren voor Halloween. Een échte spin loopt in de doos met decoraties. Homer pakt deze, waarna hij geprikt wordt en zich hierdoor niet meer kan bewegen. Lisa komt erachter dat haar vader kan communiceren middels winden te laten. Homer verklaart via deze manier hoeveel hij van Marge houdt. Als hij door een andere spin wordt gebeten verandert hij in een soort Spider-Man, waarna de slotscène een parodie is op de gelijknamige film.
Dial D for DiddlyNed Flanders krijgt opdrachten van god om mensen te vermoorden welke hij ook uitvoert. Homer blijkt de stem van god te zijn die Flanders commandeert zijn vijanden koud te maken via een stemfilter die leidt naar een ingebouwde speaker in de bijbel van Flanders. Flanders komt hierachter en betrapt Homer. Wanneer deze uitlegt aan Flanders dat er geen god is verschijnt 'Hij' en doodt Homer. Marge smeekt god om alles terug te draaien waarna de duivel verschijnt, die een relatie blijkt te hebben met de ex-vrouw van Flanders.
In the Na'ViEen parodie op Avatar. Op de planeet Rigel Seven is een extract genaamd Hilarrium die Krusty the Clown graag in zijn bezit wil hebben. Bart wordt getransformeerd om vrienden te worden met de inwoners van de planeet en zijn avatar-lichaam is een groene inktvis (als in Kang en Kodos). Bart krijgt een liefdesaffaire met een inwoonster, de dochter van Kang en maakt haar zwanger. Hilarrium blijkt een extract te zijn om zwangere vrouwen rustig te houden. Als Millhouse, ook als Avatar, verraadt waar de Hilarrium wordt gewonnen, komt het militaire geweld dat wordt overwonnen door dieren van de planeet. Wanneer de rust is wedergekeerd vertellen Kang en Kodos dat ze de Hilarrium ook gewoon hadden gegeven aan de mensen.

### Treehouse of Horror XXIII
BeginDe Simpsons leven in het Mayatijdperk. Een Maya-versie van Homer staat op het punt geofferd te worden om het einde van de wereld in 2012 af te wenden, maar Marge gooit roet in het eten door Moe als offer te laten dienen in plaats van Homer. In het heden wordt Springfield aangevallen door drie Mayagoden, die na eerst een hoop chaos en vandalisme te hebben veroorzaakt de aarde opblazen.
The Greatest Story Ever Holedde nieuwe deeltjesversneller van Springfield creëert per ongeluk een miniatuur-zwart gat. Tegen de waarschuwingen van Lisa in gebruiken de bewoners van Springfield het zwarte gat als dumpplaats voor afval, waardoor het gat steeds groter wordt en uiteindelijk de hele stad verslind.
Un-Normal ActivityNa een reeks vreemde gebeurtenissen in hun huis, plaatst Homer videocamera's om de oorzaak te achterhalen. De dader blijkt een demon te zijn die sterk op Moe lijkt. Marge bekend jaren terug een deal met hem te hebben gemaakt om haar zussen te redden; de demon zou Patty en Selma sparen in ruil voor Marge's favoriete kind.
Bart and Homer's Excellent AdventureBart reist met een tijdmachine terug naar 1974, en overtuigd Marge om nooit een relatie met Homer aan te gaan. Terug in het heden blijkt Artie Ziff nu Bart's vader te zijn en is de familie erg rijk en succesvol. Homer wil Marge echter terug en gebruikt de tijdmachine om meerdere versies van zichzelf uit het verleden en de toekomst samen te brengen zodat ze samen kunnen spannen tegen Artie.

### Treehouse of Horror XXIV
Beginde aflevering begint met een verlengde versie van het traditionele introfilmpje, maar zit vol met referenties naar bekende horrorfilms en verhalen zoals de werken van Stephen King en H.P. Lovecraft, Hellboy, Pan's Labyrinth, zombiefilms etc.
Oh, the Places You'll D'oheen parodie op de werken van Dr. Seuss, met name The Cat in the Hat. Op Halloweenavond krijgen Bart, Lisa en Maggie bezoek van de Fat in the Hat, die hen meeneemt voor trick-or-treat. Hij ontpopt zichzelf echter al snel als een moordlustige maniak die overal vernieling zaait.
Dead and ShouldersBart wordt onthoofd door een ongeluk met een vlieger, waarna zijn hoofd op Lisa's lichaam wordt gezet. De twee moeten noodgedwongen samen leren leven.
Freaks no Geekseen parodie op de film Freaks. Homer en Marge zijn beide artiesten in een reizend circus/freakshow gedurende de jaren 30. Marge wordt aanbeden door de freak Moe. Homer moedigt de relatie tussen de twee aan als onderdeel van een plan om een kostbare ring van Moe te stelen.

### Treehouse of Horror XXV
BeginKang & Kodos presenteren een tv-special, waarin alle gasten zijn gedood en hun lichamen worden gebruikt om de titel van de aflevering te spellen
School Is Hellterwijl hij na moet blijven, ontdekt Bart een oude inscriptie op een bureau. Als Lisa de tekst vertaald en hardop leest, worden zij en Bart naar de hel getransporteerd. De Hel blijkt een school te zijn, en Bart ontpopt zich daar al snel tot een van de beste leerlingen.
A Clockwork Yelloween parodie op A Clockwork Orange. In Londen vormen Moe, Homer, Lenny en Carl een beruchte bende, totdat Homer uit liefde voor Marge uit de bende stapt en de groep uiteen valt. Jaren later wordt Moe slachtoffer van een misdrijf dat sterk lijkt op de misdaden die de bende vroeger pleegde. Hij overtuigd de anderen om weer bij elkaar te komen voor nog een laatste grote slag.
The Otherseen parodie op de gelijknamige film. Na in zijn slaap te zijn aangevallen door een spook, roept Homer een groep spoken op die sprekend op de Simpsons lijken (het zijn hun vroegere versies uit The Tracey Ullman Show., zoals ze destijds getekend werden). Homer wordt verliefd op de spookversie van Marge, wat tot de nodige jaloezie leidt bij de spook-Homer en de levende Marge. De situatie escaleert waardoor uiteindelijk alle levende Simpsons het loodje leggen.

### Treehouse of Horror XXVI
Wanted: Dead, Then AliveSideshow Bob slaagt er eindelijk in om Bart te vermoorden, maar komt al snel tot de ontdekking dat zijn leven nu weinig meer voorstelt omdat Bart doden jarenlang zijn enige doel was. Daarom besluit hij Bart weer tot leven te brengen zodat hij hem eindeloos opnieuw kan vermoorden.
Homerzillaeen parodie op Godzilla. De grootvader van de familie Simp-san offert dagelijks een donut aan een enorm zeemonster opdat het beest kalm blijft. Wanneer hij echter overlijdt en er dus geen donuts meer volgen, komt het monster aan land en vernietigd de stad. Uiteindelijk blijkt het allemaal slechts onderdeel van een Japanse film te zijn. De raad van bestuur van een Amerikaanse filmstudio besluit een grootse remake van de film te maken, maar dat wordt een flop.
Telepaths of Gloryeen parodie op de film Chronicle. Na blootstelling aan radioactief afval ontwikkelen Lisa en Milhouse telepathische krachten. Milhouse krijgt echter al snel last van grootheidswaanzin en misbruikt zijn macht voor zijn eigen plezier, totdat Maggie ook superkrachten krijgt en hem een halt toeroept.

### Treehouse of Horror XXVII
Dry Hardeen parodie op The Hunger Games. Springfield kampt met ernstige droogte. Mr. Burns, de enige die nog wel een grote watervoorraad bezit, dwingt de kinderen van Springfield de strijd met elkaar aan te gaan in een gevecht op leven en dood, met als prijs voor de winnaar een dagje mogen zwemmen in het waterreservoir.
BFF R.I.P.Lisa's oude fantasievriend Rachel keert terug en begint iedereen om wie Lisa geeft te vermoorden zodat ze Lisa voor zichzelf kan hebben.
MoeFingereen James Bond-parodie. Bart ontdekt dat Moe's bar in het geheim een hoofdkwartier voor spionnen is, en dat Moe, Homer, Lenny en Carl geheim agenten zijn. Homer is echter spoorloos verdwenen en Bart moet zijn missie overnemen.

## Reacties
De Treehouse of Horror-afleveringen behoren doorgaans tot de best bekeken afleveringen van elk seizoen van de Simpsons.
De Treehouse of Horror-afleveringen hebben inmiddels een grote merchandise met zich meegebracht, zoals actiefiguurtjes, boeken, stripseries en een speciale editie van monopolie. Levels gebaseerd op de Treehouse of Horror-afleveringen zijn verwerkt in de spellen The Simpsons Hit & Run en The Simpsons Game. In 2001 verscheen het spel Night of the Living Treehouse of Horror, dat geheel op de afleveringen gebaseerd is.
Homer Simpson · Marge Simpson · Bart Simpson · Lisa Simpson · Maggie Simpson · Abraham Simpson · Patty en Selma Bouvier · Jacqueline Bouvier · Mona Simpson · Santa's Little Helper · Snowball II · Familie Bouvier
Jasper Beardley · Comic Book Guy · Eddie en Lou · Maude Flanders · Ned Flanders · Professor Frink · Barney Gumble · Julius Hibbert · Lionel Hutz · Eerwaarde Lovejoy · Kapitein Horatio McCallister · Hans Moleman · Bleeding Gums Murphy · Apu Nahasapeemapetilon · Mayor Joe Quimby · Dr. Nick Riviera · Agnes Skinner · Cletus Spuckler · Squeaky Voiced Teen · Disco Stu · Moe Szyslak · Kirk Van Houten · Luann Van Houten · Chief Clancy Wiggum
Gary Chalmers · Rod en Todd Flanders · Jimbo Jones · Kearney · Edna Krabappel · Otto Mann · Nelson Muntz · Martin Prince · Seymour Skinner · Milhouse Van Houten · Ralph Wiggum · Groundskeeper Willie · andere studenten
Montgomery Burns · Carl Carlson · Lenny Leonard · Waylon Smithers
Itchy en Scratchy · Kent Brockman · Krusty de Clown · Troy McClure · Rainier Wolfcastle · Radioactive Man
Snake · Kang & Kodos · Sideshow Bob · Fat Tony
Treehouse of Horror
Bart vs. the World · Bart Simpson's Escape from Camp Deadly · The Simpsons Arcadespel · Bart vs. the Space Mutants · Bart's House of Weirdness ·Bart vs. The Juggernauts · Krusty's Fun House · Bartman Meets Radioactive Man · Bart's Nightmare · The Itchy and Scratchy Game · Virtual Bart · Bart and the Beanstalk · Itchy & Scratchy in Miniature Golf Madness · Cartoon Studio · Virtual Springfield · Night of the Living Treehouse of Horror · Bowling · Wrestling · Road Rage · Skateboarding · Hit & Run · The Simpsons Game · The Simpsons: Tapped Out
The Simpsons · The Simpsons Pinball Party
Strips: Simpsons Comics · Bart Simpson serie · Itchy & Scratchy Comics · Bart Simpson's Treehouse of Horror · Futurama/Simpsons Infinitely Secret Crossover Crisis
Tijdschrift: Simpsons Illustrated
Boeken: Bart Simpson's Guide to Life · Family Album · Library of Wisdom · Complete Guides · Planet Simpson · The Simpsons and Philosophy
Actiefiguurtjes: World of Springfield
The Simpsons Movie
Bankgrap ·
Canyonero · 
D'oh! · 
Duff Beer · 
Schoolbordgrap · 